# Királyok völgye 26
A Királyok völgye 26 (KV26) egy egyiptomi sír a Királyok völgye keleti völgyében, a délnyugati vádi déli ágában. Stílusa alapján a XVIII. dinasztia idejére datálható, tulajdonosa ismeretlen, valószínűleg nem királyi sírnak épült. Nem tudni, temetkeztek-e bele. A sír egyenes tengelyű, 11,26 m hosszú, területe 20,05 m². Magasan a domboldalba vájt bejárata négyszögletes bejárati akna, innen egy folyosó, majd egy kamra nyílik, ami a sírkamra lehetett. Feltáratlan, nagyrészt törmelékkel van tele.

## Külső hivatkozások
- Theban Mapping Project: KV26